# 山神峪千佛洞石窟
山神峪千佛洞石窟，位于山西省吕梁市交口县石口乡山神峪村，是全国重点文物保护单位。
2004年6月10日公布为山西省文物保护单位。2019年10月7日公布为第八批全国重点文物保护单位。